# Presjan I
Presjan I was tussen 836 en 852 khan van Bulgarije, hij was de zoon van Zvinitsa en de kleinzoon van kan Omoertag. De overgang tussen hem en zijn oom-voorganger Malamir is onduidelijk. De sterke man in zijn beginjaren was kavhan, eerste minister, Isbul.

## Context
In 836 was het land verwikkelt in de Byzantijns-Bulgaarse oorlogen. De Bulgaren waren aan de winnende hand en keizer Theophilos van Byzantium riep in 839 de hulp in van de Servische prins Vlastimir. Nu waren de Bulgaren aan de verliezende hand. De Bulgaars-Servische oorlog duurde tot 842, tot de dood van keizer Theophilos.
Nadien sloten de partijen vrede en heerste er een relatieve rust over het land.
Op het einde van zijn regering liepen de spanningen terug op, toen hertog Rastislav van Groot-Moravië toenadering zocht met Presjan I en daarmee de balans in de regio in onevenwicht bracht. In 852 werd hij opgevolgd door zijn zoon Boris I.